# Reithrodontomys zacatecae
Reithrodontomys zacatecae és una espècie de mamífer rosegador de la família dels cricètids. És endèmic de Mèxic. El seu hàbitat natural són els boscos de pins i roures situats a gran altitud. És una espècie en risc mínim, és a dir, no sembla que hi hagi cap amenaça significativa per a la seva supervivència. El seu nom específic, zacatecae, significa ‘de Zacatecas’ en llatí.